# Atça, Sultanhisar
Atça là một thị trấn thuộc huyện Sultanhisar, tỉnh Aydın, Thổ Nhĩ Kỳ. Dân số thời điểm năm 2010 là 7.476 người.